# Antonio Bucciero
Antonio Bucciero (* 19. April 1982) ist ein ehemaliger italienischer Radrennfahrer.

## Karriere
Bucciero gewann bei den UCI-Straßen-Weltmeisterschaften 2000 im französischen Plouay die Silbermedaille im Straßenrennen der Junioren hinter dem Neuseeländer Jeremy Yates.
Im Jahr 2003 erhielt er einen Vertrag beim italienischen Radsportteam Saeco (Radsportteam), für das er 2004 die erste Etappe der Bayern-Rundfahrt gewann. 2005 wechselte er zum Professional Continental Team Acqua & Sapone-Adria Mobil, bei dem er allerdings nur die ersten vier Monate des Jahres blieb. In seiner Zeit ohne Vertrag bei einer internationalen Mannschaft gewann er 2006 das Eintagesrennen Gran Premio San Giuseppe, die Trofeo Papà Cervi und eine Etappe des Giro Ciclistico della Provincia di Cosenza, beides Rennen der zweiten UCI-Kategorie. 2007 fuhr Bucciero für Ceramiche Panaria-Navigare und erzielte mehrere vordere Etappenplatzierungen bei internationalen Rennen. Danach beendete er seine internationale Karriere.

## Erfolge
2000
- Weltmeisterschaft – Straßenrennen (Junioren)

2004
- eine Etappe Bayern-Rundfahrt

2006
- Gran Premio San Giuseppe
- eine Etappe Giro Ciclistico della Provincia di Cosenza